# 彭斯規則
彭斯規則（英語：The Pence Rule）是指第48任美國副總統麥克·彭斯於演講中談到自己如何避嫌並且讓太太諒解自己工作的方式，包括盡量不要跟異性有肢體接觸、不和異性飲酒、不在没有证人的情况下与异性独处等回避政治风险的行為措施。这个规则借鉴于葛培理原則（英語：Billy Graham rule），是福音派教會傳統，源自福音派牧師葛培理。
2018年3月，忠清南道知事安熙正因女祕書指控性騷擾而辭去知事一職後，彭斯規則或類似的理念在南韓中年男性中獲得很大的認同。很多的上班族男性起而仿效。彭斯規則也在南韓的網路熱搜關鍵字排上前幾名。然而，南韓男性的彭斯規則是在職場上以「完全避開女性」的方式避免職場性騷擾，反而使女性排除在企業人際互動之外。
2018年同年，臉書營運長雪莉·桑德伯格批評彭斯規則是性別歧視：「至於這彭斯守則，要是你堅持要跟隨，那麼便採納修訂版本。不要與女同事單獨晚餐？無問題。但要公平：不與任何人單獨晚餐。與所有人早餐或午餐。或只是一夥人的晚餐，沒有單對單。無論你怎樣選擇，公平對待女性和男性。」在担心#MeToo运动会使得掌权的男性产生恐女心态而造成对女性就业升迁的负面影响后，桑德伯格在自己的LeanIn网站上发起了“#MentorHer”挑战运动，呼吁成功男性（特别是金融菁英）不要惧怕被指控性骚扰的风险主动出面扮演辅导女性职业发展的导师以便提升女性的职场地位，她这个提议获得了迪斯尼总裁罗伯特·艾格、通用汽车总裁玛丽·芭拉和网飞总裁里德·哈斯廷斯等人的声援。